# Trifolium pratense
O trevo-violeta (nome científico: Trifolium pratense L.), também conhecido como trevo-dos-prados, trevo-ribeiro e trevo-de-vaca, é uma das 250 espécies do gênero Trifolium e pertence à família Leguminosae (Fabaceae). Essa espécie tem característica herbácea, é considerada uma planta forrageira perene de inverno. Sua aparência característica consiste de um porte ereto, que atinge até 80 cm de altura; uma raiz pivotante, que atinge até 2 metros de profundidade. Sua  disseminação e multiplicação ocorre por sementes.
Essa leguminosa é mais comumente encontrada em regiões subtropicais e temperadas de ambos os hemisférios, com foco na África ocidental, no oeste da Ásia e na Europa, contudo, é também muito cultivada ao redor do globo para a obtenção de extratos. Sua produção é focada durante as estações frias, principalmente no inverno, e seu ciclo de vida é bianual ou anual. No Brasil, sua produção ocorre em maior peso na região sul. 
Essa espécie tornou-se famosa por sua capacidade anti-inflamatória, antioxidante, estrogênica e expectorantes, além de apresentar uma quantidade significativa de fitofármacos, o que levou ao seu reconhecimento pelo SUS. Dessa forma, por suas capacidades farmacológicas, o trevo-vermelho foi incluído na Relação Nacional de Plantas Medicinais de Interesse ao SUS (RENISUS).

## Atividade Farmacológica
O trevo vermelho pertence à família Fabaceae e, assim como outras plantas desta mesma família, possui a presença de quantidades e de variedades significativas de fitofármacos que podem ter uso médico, Isso justifica o aumento dos estudos após a descoberta de provável atividade estrogênica, evidenciada por um artigo australiano que associava a presença do trevo vermelho e problemas de fertilidade gerado em animais de pastoreio em campos com essas plantas. 
Para a preparação de extratos são utilizados basicamente as flores e as folhas da planta, de forma que o princípio ativo que se busca obter são isoflavonas livres sendo que as mais abundantes são a formononetina, daidzeína, genisteína e biquanina A. Também são encontrados pequenas quantidades de cumestanos, fitoestrogênios de menor atividade estrogênica do que as isoflavonas.
Os fitoestrogênios podem atuar como agonistas parciais em determinados tecidos do corpo enquanto que em outros podem atuar como antagonistas podendo exibir propriedades hormonais e não hormonais. Há aproximadamente 0,17% de acúmulo total de fitoestrogênios, sendo que o tipo de isoflavonas presente nesta planta possuem maior afinidade para receptores estrogênios beta quando comparado com receptores do tipo alfa.
As isoflavonas pertencem a classe de compostos polifenólicos que vêm dos metabólitos secundários das plantas da família Fabaceae e possuem como a via de sua biossíntese a via do chiquimato que tem como objetivo gerar o ácido chiquímico que é um precursor para os flavonoides. Sabe-se que os efeitos terapêuticos das isoflavonas vêm da atuação por meio de diversos mecanismo, sendo os principais: ligação que pode fazer com os receptores de estrogênio, inibição da proteína cinase, suas propriedades antioxidantes, potencial para interação com receptores ativados por proliferadores de peroxissoma, a inibição de forma competitiva com a peroxidase da tireoide, modulação da síntese e metabólitos dos esteróides, indução da quebra de cadeias de DNA que causa apoptose ou morte celular, inibição da angiogênese inibição da formação e ativação plaquetária, aumento da atividade do receptor de LDL e aumento da fluidez da membrana. 
Assim, devido à presença desses fitoestrogênios, o trevo vermelho pode ser utilizado em suplementação alimentar na forma farmacêutica de comprimidos, cápsulas e xaropes, além da possibilidade de ingestão por meio de soluções como chás. Seus principais usos visam diminuir a frequência e duração de ondas de calor, principalmente aquelas associadas a menopausa, diminuir o risco de doenças cardiovasculares por melhorar a circulação do sangue e aumentar o colesterol HDL reduzindo a presença de LDL, o chamado “colesterol ruim”, diminuir o grau de perda óssea ajudando no tratamento de osteoporose, principalmente em mulheres em perimenopausa, diminuir os sintomas associados à tensão pré-menstrual e ainda pode ser usado como um expectorante.

## Estudos em relação à menopausa
Menopausa é uma condição que acomete mulheres a partir dos 40 anos de idade caracterizada por uma série de sintomas, como irritabilidade, diminuição do foco e capacidade de memória, sudorese noturna, distúrbios do sono e ondas de calor ao longo do dia, devido a diminuição da função ovariana e consequente redução da produção e da secreção de estrógenos, que são os hormônios responsáveis pela regulação da ovulação e característica secundárias femininas.
Assim, visando diminuir os desconfortos gerados pela menopausa é possível usar como um tratamento alternativo o uso de isoflavonas quando não é possível ou indicado o uso de tratamentos hormonais, casos como mulheres com cancro de mama, com risco de doenças cardiovasculares, com risco de doenças tromboembólicas, com meningioma ou simplesmente não querem fazer o uso de hormônios.
As isoflavonas simples são moléculas planares que imitam a forma e polaridade do hormônio esteroide estradiol e conseguem ligar-se ao receptor de estrogênio. Assim, esses fitoestrogênios conseguem induzir respostas biológicas em mamíferos devido a capacidade de mimetizar a ação do estrogênio endógeno, podendo gerar efeitos estrogênicos ou anti-estrogênicos.
Estudos e ensaios clínicos chegaram a uma indicação de ingestão de no mínimo 30 mg de isoflavonas diárias, sendo 15 mg de genisteína, que podem reduzir os sintomas como as ondas de calor pela metade. Também foi notado que ao aumentar a dose para 100 mg diários de isoflavonas a eficácia era aumentada sendo observado ainda um maior benefício quando as isoflavonas foram tomadas em pequenas doses ao longo do dia. Assim, profissionais de saúde recomendam uma ingestão de 50 a 100 mg de isoflavonas, sendo no mínimo 15 mg de genisteína, para mulheres que sofrem com os sintomas vindos da menopausa para que haja um alívio ou redução dos desconfortos, em principal as ondas de calores.
Ademais, ainda é necessário evidenciar que apesar de estudos na área a eficácia do tratamento depende de cada organismo e é necessário um uso das isoflavonas por um período de 4 semanas até que seja notado os benefícios. 

### Climadil[10]
Uma das diversas apresentações do Trifolium pratense como medicamento é o Climadil®.
Este medicamento é vendido em forma de comprimido revestido, em caixas contendo 20 e 30 comprimidos de 40 mg. A composição de cada comprimido consiste de extrato seco de Trifolium pratense L., amido glicolato de sódio, estearato de magnésio, dióxido de silício, cellactose, polimetacrilato, talco, corantes l. azul e vermelho, dióxido de titânio, polietilenoglicol, trietilcitrato, polissorbato e simeticonesso; isso equivale a 230 mg de extrato seco de Trifolium pratense L. com 40mg de isoflavonas totais.
O climadil é indicado para o alívio dos sintomas da menopausa, permitindo uma melhora na incidência e intensidade das ondas de calor, bem como serve para aumentar o bem estar das pessoas portadoras do sistema reprodutor feminino durante o período do climatério (conjunto de mudanças observados no corpo dessas pessoas em função do declínio das funções ovarianas, como o aumento de peso, calores frequentes, dispareunia e alteração na distribuição de pelos corporais).
Em relação às reações adversas do climadil, os ensaios clínicos indicam que o corpo tem uma boa tolerância até 4 comprimidos de Trifolium pratense L. (160 mg de isoflavonas totais) ao dia. Vale ressaltar que reações urticariformes têm sido documentadas, assim como infertilidade e desordens de crescimento foram relatadas em animais de pasto. Esses efeitos podem ser atribuídos às propriedades estrogênicas das isoflavonas, particularmente à formononetina.
Além disso, outros efeitos adversos que podem ser observados durante a administração desse medicamento são: sua eficácia pode diminuir se houver uso concomitante de antagonistas H2 ou inibidores da bomba de prótons; antibióticos podem alterar a absorção e metabolismo das isoflavonas reduzindo sua eficácia até 6 semanas de sua administração; superdoses podem interferir com anticoagulantes cumarínicos. Tendo em vista sua atividade estrogênica, que ocorre por inibição competitiva, é necessário ter cautela com a prescrição de hormônios sexuais.
Em questão de contraindicações, o climadil não deve ser receitado para pessoas que apresentem hipersensibilidade aos componentes da fórmula, evitando, também, seu uso em grávidas, pessoas nascidas no sexo feminino que estejam amamentando e em crianças. Ademais, até que sejam estudados os efeitos das isoflavonas em trato genital imaturo, é recomendado evitar seu uso em neonatos.

### Informações técnicas[10]
A parte utilizada da planta na formulação do climadil foram as flores e folhas, pois é nesses locais que ocorre o acúmulo das substâncias de interesse -  glicosídeos flavonóides contendo as 4 isoflavonas biologicamente mais ativas: biochanina, genisteína, daidzeína e formononetina. As folhas têm um alto conteúdo de isoflavonas e as flores tem um baixo nível destas substâncias. 

Em relação ao seu metabolismo, os estudos da farmacocinética desse medicamento demonstraram que após sua ingestão, biochanina, formononetina, genisteína e daidzeína apareceram rapidamente no plasma, atingindo concentrações máximas após 4 a 6 horas. Sua meia-vida é de 12 a 16 horas.